# Serrasalmimidae
I serrasalmimidi (Serrasalmimidae) sono un gruppo di pesci ossei estinti, probabilmente appartenenti ai picnodontiformi. Vissero tra il Cretaceo superiore e il Paleocene superiore (circa 98 - 58 milioni di anni fa) e i loro resti fossili sono stati ritrovati in Africa e in Europa.

## Descrizione
Questi pesci sono conosciuti solo per le loro dentature, ed è quindi impossibile ricostruirne l'aspetto. Dal raffronto con esemplari simili e completi, quali Gyrodus, si suppone che i serrasalmimidi possedessero corpi appiattiti lateralmente e molto alti. Si differeziavano dagli altri picnodonti per il tipo di dentatura, con la presenza di denti dotati di una o due cuspidi con cingulum, a causa di una papilla centrale modificata. La maggior parte dei denti della fila principale, se non tutti, erano più lunghi e alti che ampi; la sinfisi del prearticolare era corta, circa la metà o meno della lunghezza dell'osso. Le forme più derivate, come Serrasalmimus, dovevano raggiungere il metro di lunghezza e possedevano file di denti acuminati, robusti e dalle cuspidi rivolte leggermente all'indietro, molto simili a quelli degli odierni piranha. 

## Classificazione
La famiglia Serrasalmimidae venne istituita nel 2017 per accogliere alcuni generi di pesci conosciuti solo per resti isolati della dentatura, provenienti da terreni del Cretaceo europeo e africano e del Paleocene africano. Il genere più ancestrale è Polygyrodus, del Cenomaniano - Turoniano dell'Inghilterra, dotato ancora di una dentatura di tipo triturante. Forme transizionali sono invece Damergouia del Turoniano del Niger ed Eoserrasalmimus del Maastrichtiano del Marocco, che svilupparono una dentatura via via più tagliente; l'evoluzione dei serrasalmimidi ebbe come culmine il genere Serrasalmimus del Thanetiano del Marocco, dotato di una dentatura francamente simile a quella dei piranha (da qui il nome Serrasalmimus, ovvero "imitatore dei piranha").

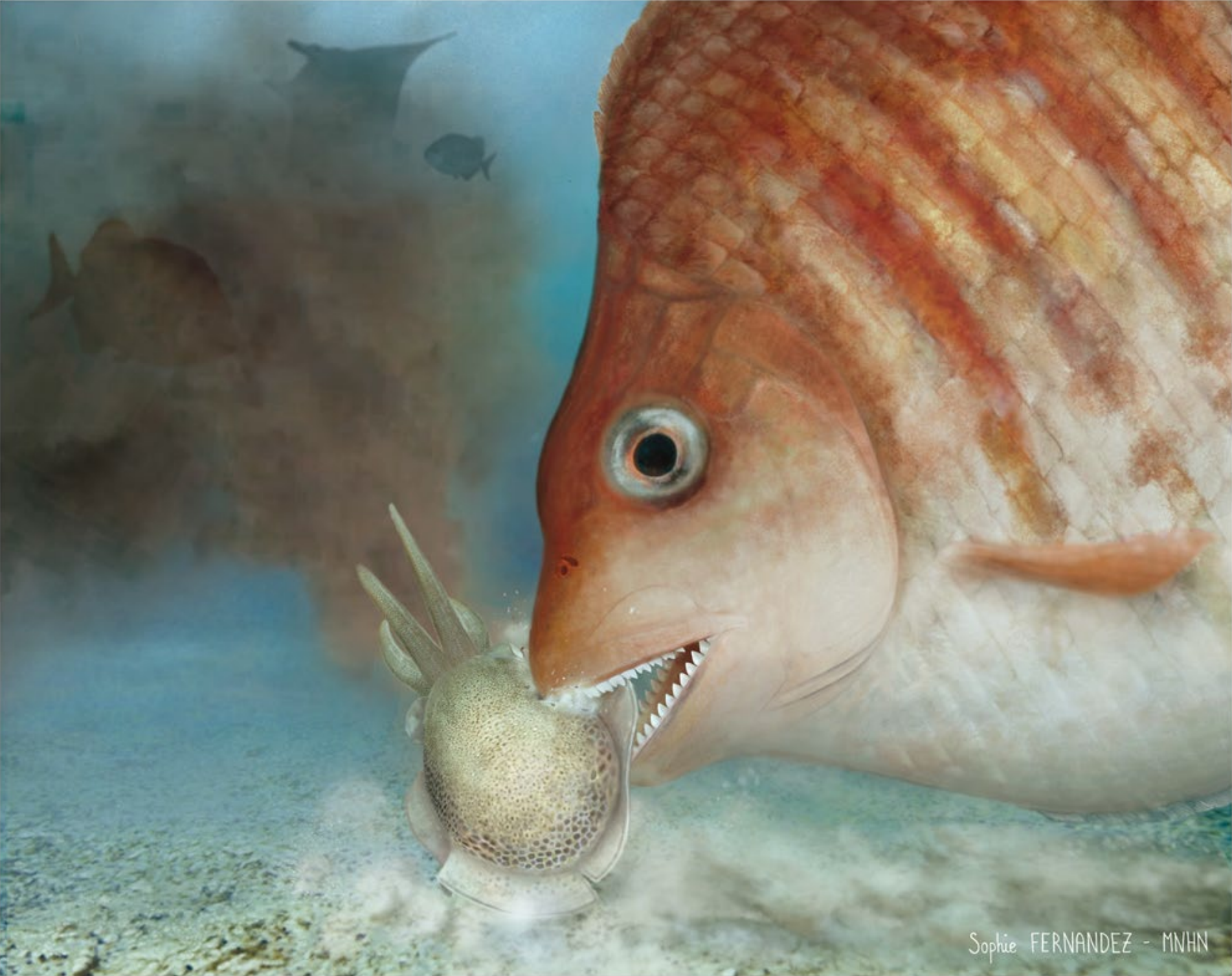
Ricostruzione ipotetica di Serrasalmimus mentre si ciba di un cefalopode

Gli autori della prima descrizione ascrivono i serrasalmimidi al gruppo dei picnodontiformi, un grande gruppo di pesci forse vicini all'origine dei teleostei e solitamente dotati di dentature di tipo triturante. Una significativa eccezione è costituita da Piranhamesodon, del Giurassico tedesco, anch'esso fornito di una dentatura "da piranha". 

## Paleoecologia
I serrasalmimidi più arcaici e dotati di dentatura triturante, come Polygyrodus e forse Damergouia, dovevano avere uno stile di vita simile a quello degli odierni pacu, serrasalmidi che si cibano di frutta e semi duri che vengono triturati dai possenti denti. Serrasalmimidi più derivati, in particolare Serrasalmimus, dovevano avere un ruolo ecologico simile a quello dei piranha; forse si nutrivano di molluschi cefalopodi e piccoli pesci, e potrebbero aver sviluppato anche una strategia nutritiva ectoparassitica, che consisteva nel mordere e recidere parti del corpo (pinne) di animali più grandi.
Uno studio sul modo di sostituzione dei denti e sul tipo di dentatura in Serrasalmimus secans ha indicato che i serrasalmimidi avevano acquisito in modo indipendente una sostituzione verticale dei denti in una dentatura tecodonte, un modello di sostituzione caratteristico dei denti dei mammiferi. (Matsui e Kimura, 2022).